# Église Saint-Basile de Couillet
L'église Saint-Basile est un édifice religieux catholique situé à Couillet, section de la ville belge de Charleroi, dans la province de Hainaut. Cette église fut fondée et embellie grâce à la générosité de Basile Parent et au soutien de ses enfants.

## Histoire
Basile Parent étudie également la construction d’une nouvelle église sur fonds propres. Devant l’église qu’il projette dans le centre de Couillet, il planifie la construction d’une place publique, face à la station. La première pierre fut posée le 14 mars 1865 par Basile Parent qui est venu personnellement. Basile Parent ne verra pas l'édifice s'achever, il mourra une année plus tard le 2 juin 1866 à Paris. Auguste Parent qui est secrétaire d'ambassade et Joséphine Parent, comtesse Le Bœuf de Montgermont et Mathilde Parent, marquise des Roys, font poursuive après le décès de leur père la construction de l'église. La nouvelle église ouvre ses portes aux fidèles seulement trois années après le début des travaux, le 8 septembre 1868 et est consacrée à Saint-Basile, en hommage à Basile Parent.
L'église est devenue vétuste et nécessite à la fin des années 1990 des travaux de restauration et depuis l'édifice est fermé au culte et se dégrade lentement, l'église doit lutté contre l'humidité et les pigeons y ont trouvé refuge et le spectre d'une démolition de l'église refait de temps en temps surface.
Au mois de juillet 2025, le permis de démolition de l'église est annulé et est reconnu illégale par le fonctionnaire délégué de la Région Wallonne.

## Architecture
L'église possède une nef de neuf travées doublée de bas-côtés et prolongée par un chevet à trois pans.
L'église Saint-Basile ressemble à beaucoup d'autres de la région et est peut être considérée comme sœur de l'église de Jumet-Gohyssart qui est édifiée par les Bivort de la Saudée à la même époque, toute deux érigées par le monde patronal pour les ouvriers du XIXe siècle.

### Monument à Basile Parent et vitraux

#### Monument à Basile Parent

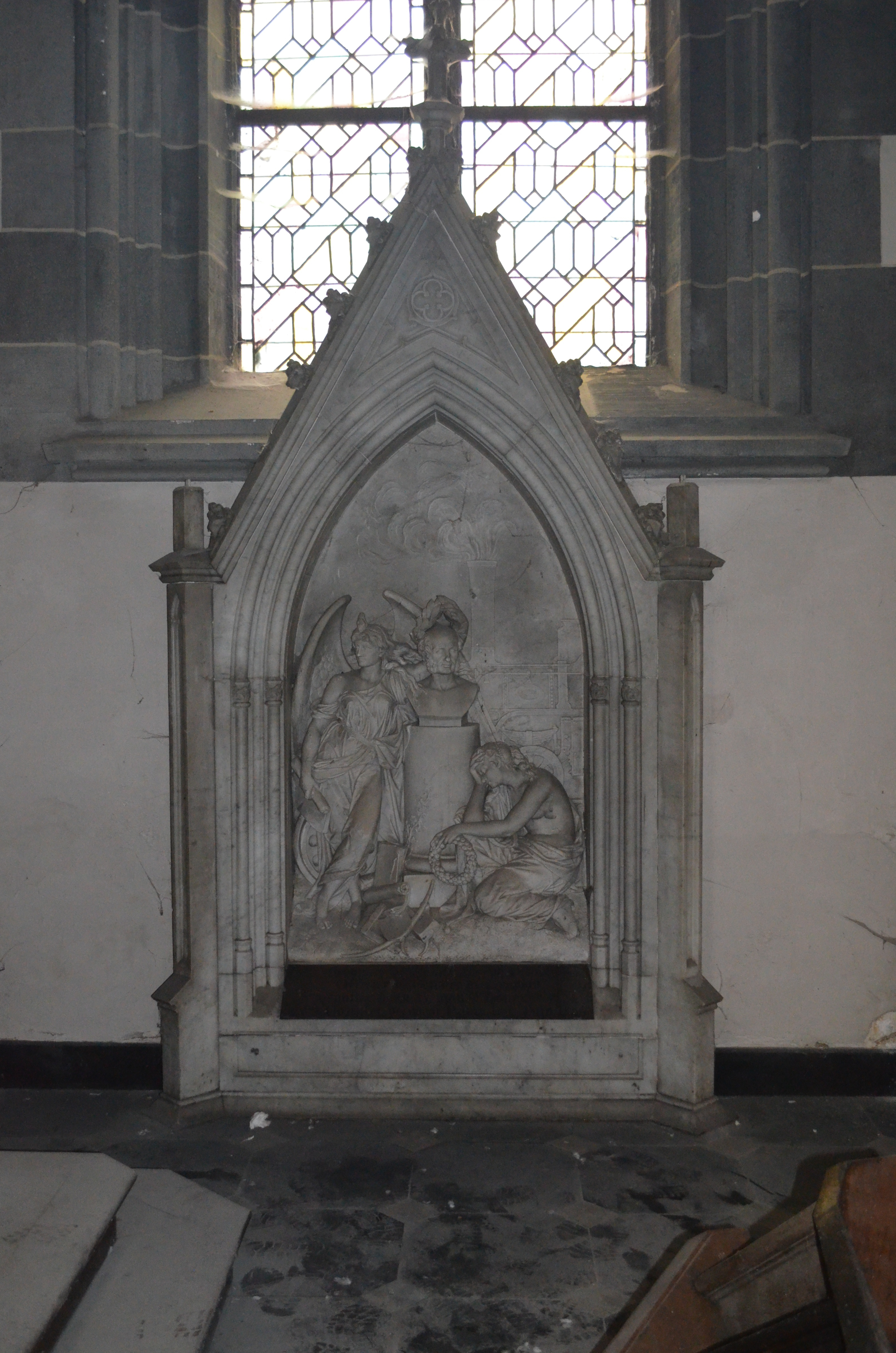
Monument commémoratif de Basile Parent.

À l'intérieur, se trouve à proximité du chœur un monument en marbre blanc, qui a été réalisée en 1872 par le sculpteur Jacob de Braekeleer d'Anvers. Le mémorial représente un buste de Basile Parent posé sur un fût de colonne, entouré d'un ange qui couronnant de laurier et d'une allégorie de la Douleur. À l'arrière plan se trouve une locomotive à vapeur fait référence aux activités de l'entrepreneur.

#### Vitraux
L’église dispose toujours de plusieurs vitraux anciens.

### Mobiliers
L'église a un mobilier en bois dont la statue de saint Benoît, taillée en chêne plein, qui est le fruit de la vénérable école de Maredsous de 1920. Le Christ en croix au-dessus de l'autel est daté du XVIIe siècle, vestige d'un calvaire disparu de Couillet.

## Galerie

Vue intérieur de l'église.
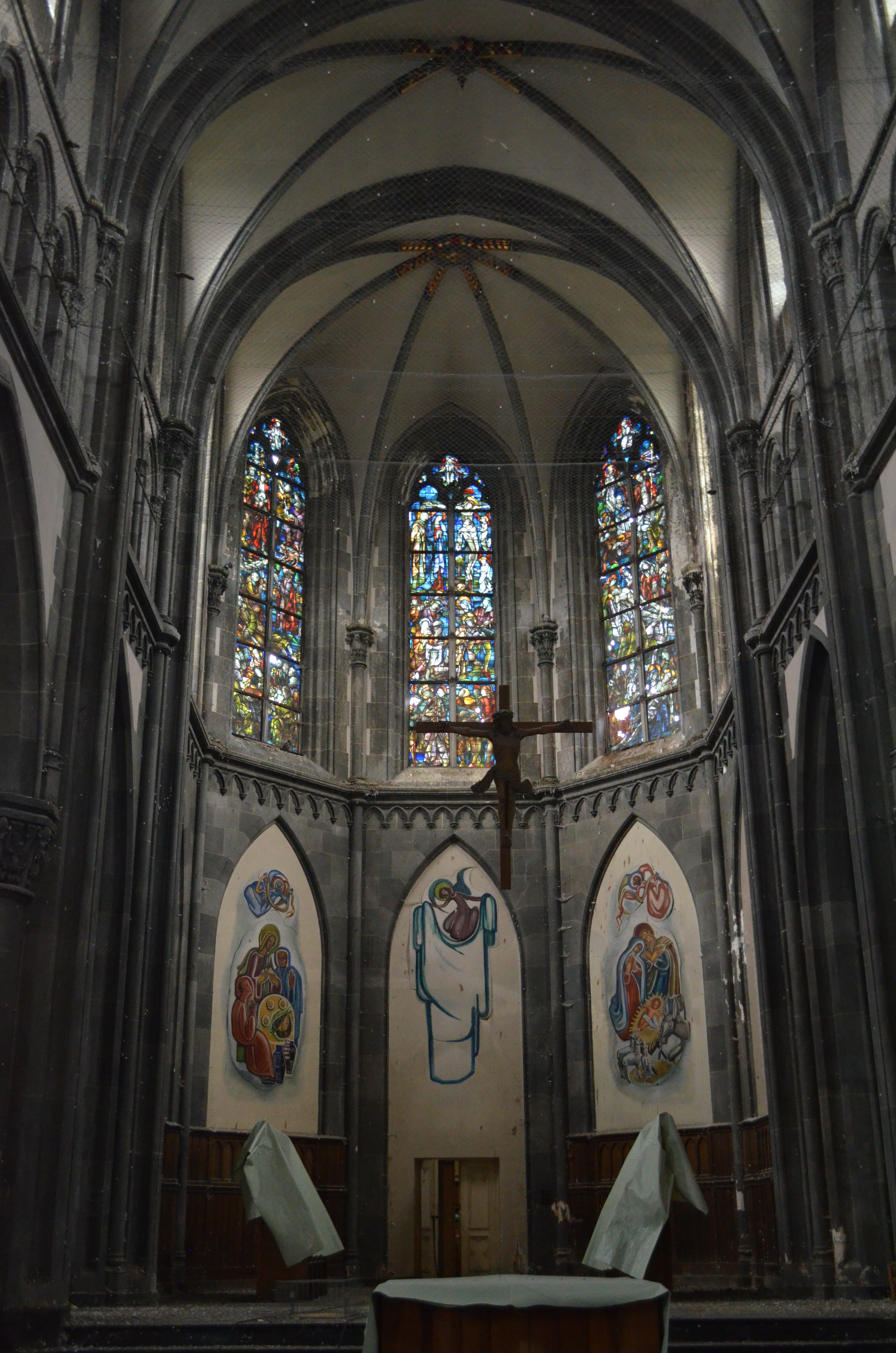
Chœur de l'église.
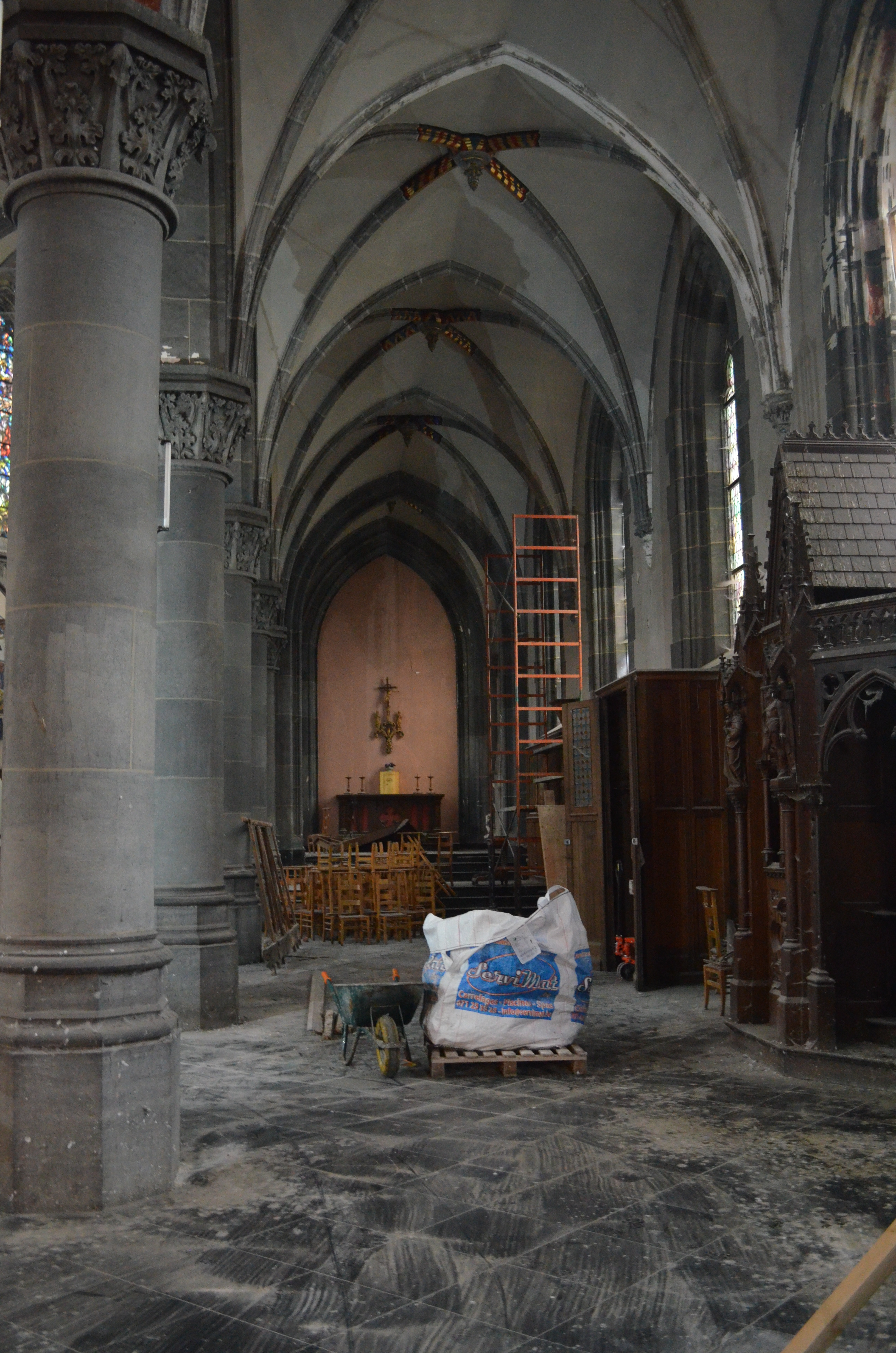
Nef de droite.
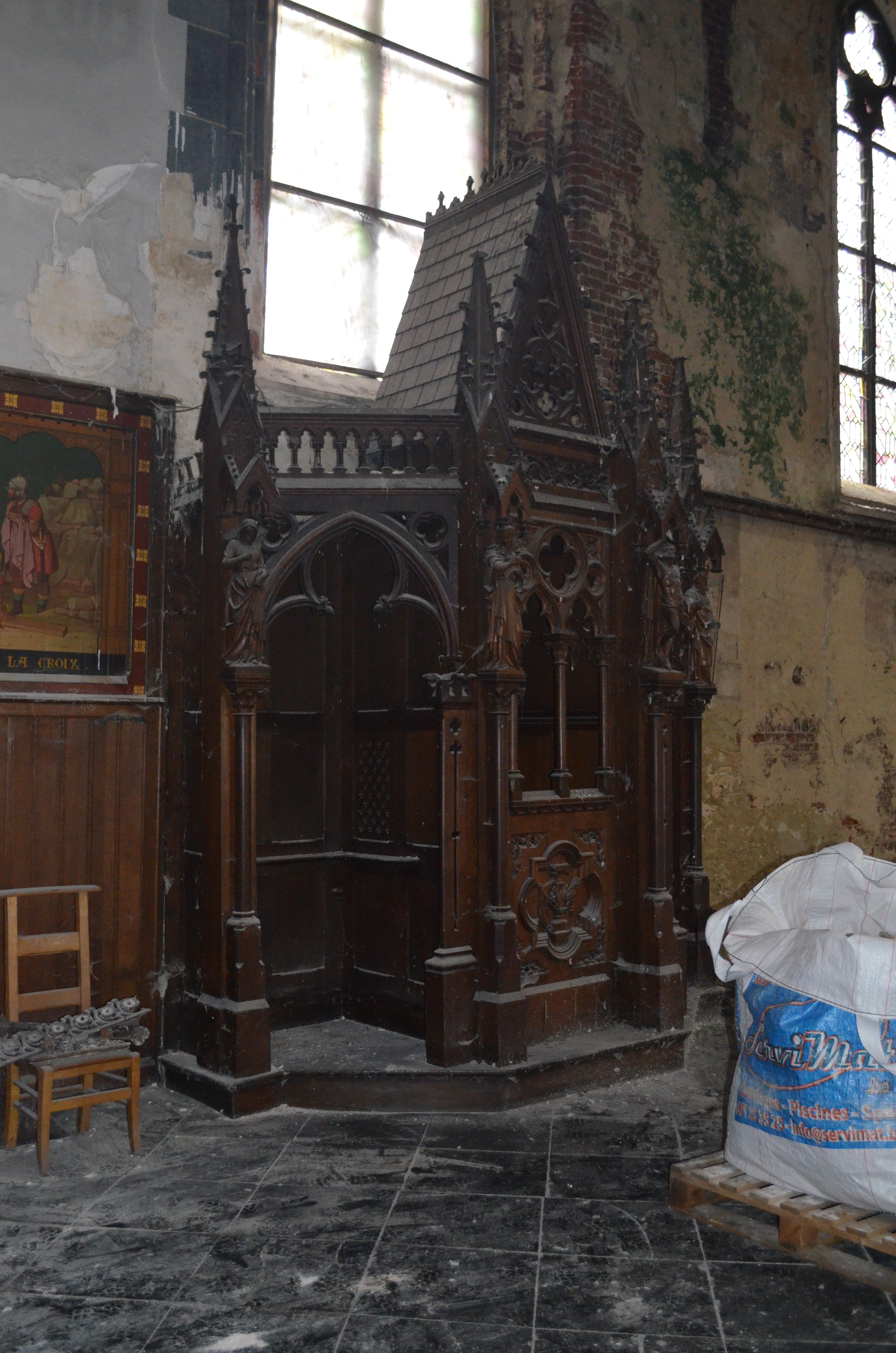
Confessionnal.
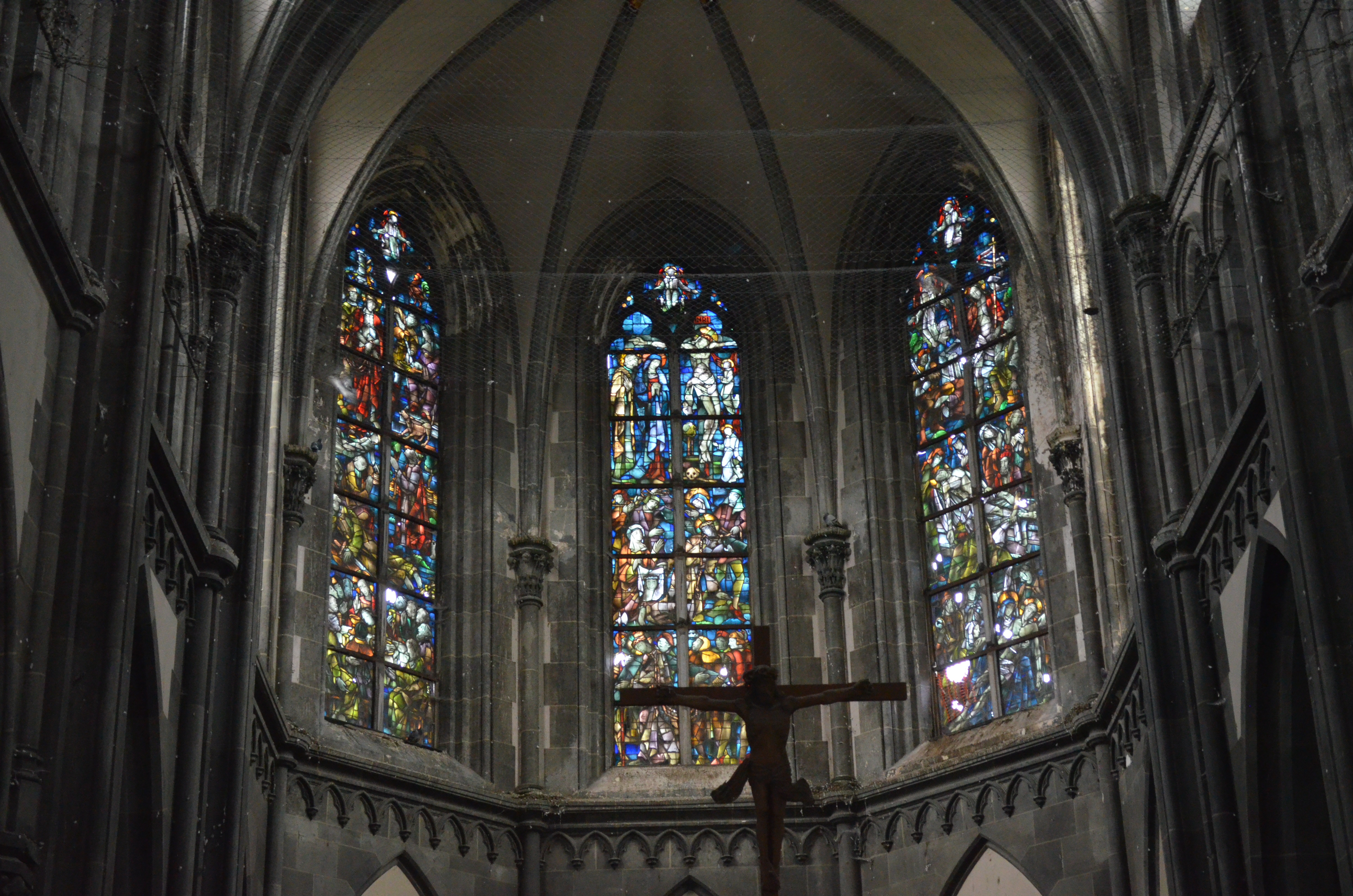
Vitraux du chœur.
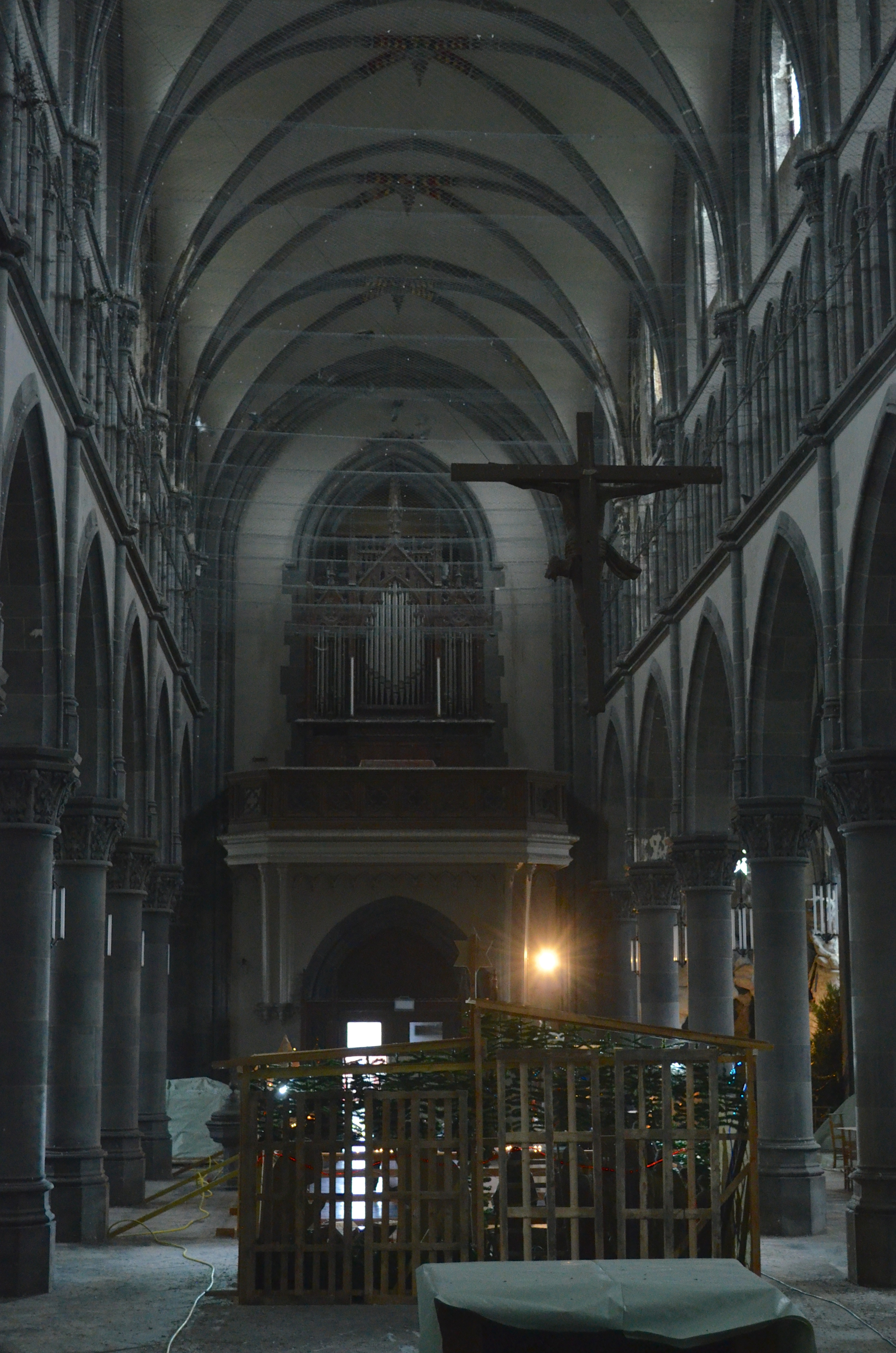
Nef vers l'entrée.
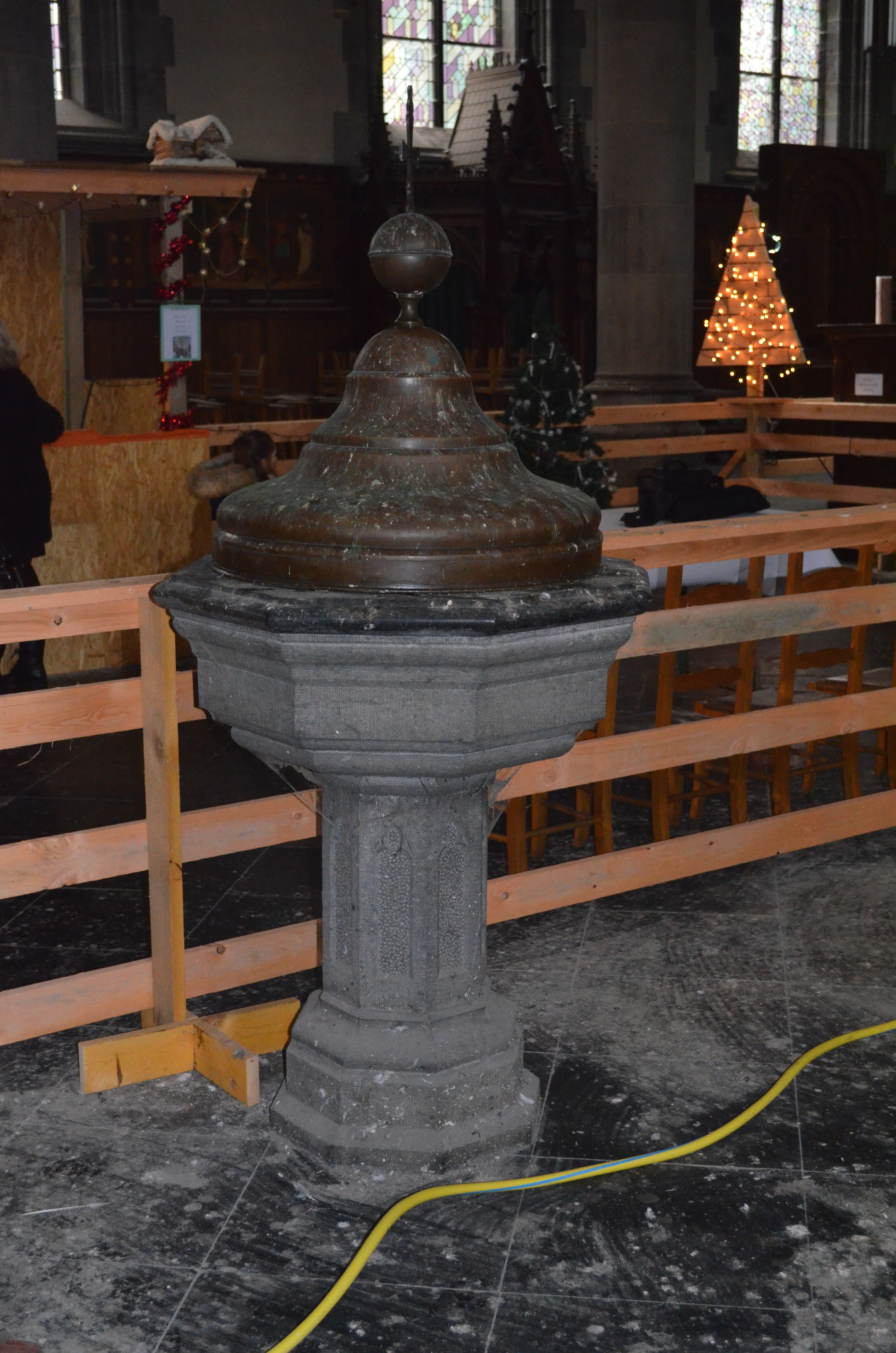
Baptistère.

## Orgues
Un instrument d’un facteur inconnu précède celui-ci, les frères Edouard et Théophile Delmotte ayant été appelés en 1884 pour « une restauration partielle » de l’instrument. Ils procèdent à des réparations importantes en 1892. 
L’instrument actuel a été commandé aux Delmotte par un contrat signé le 5 mai 1906 par la veuve de Gustave Quinet. Il était primitivement destiné à l’église de Bondues en France. 
Il a été classé le 2 juin 2009. 
Le 22 mars 2025 une grande partie des tuyaux qui ornaient le buffet de l'orgue ont disparu. Des voleurs de métaux se sont introduits dans l'église et ont désossé cet instrument classé et emporté la plupart des tuyaux composés d'étain et de plomb, les métaux recherchés. Le permis de destruction de l'église, déjà abandonnée depuis des années et désacralisée, avait été délivré une semaine plus tôt. Il ne restait qu'à dégager une solution pour l'orgue classée au Patrimoine Wallon.